# オリバー・ドレイク (野球)
オリバー・ガードナー・ドレイク（Oliver Gardner Drake, 1987年1月13日 - ）は、アメリカ合衆国マサチューセッツ州ウースター出身のプロ野球選手（投手）。右投右打。現在は、フリーエージェント（FA）。愛称はブッコ（Bucko）。
MLB史上初めて1シーズンに異なる5球団でプレーした選手としても知られる。

## 経歴

### プロ入りとオリオールズ時代

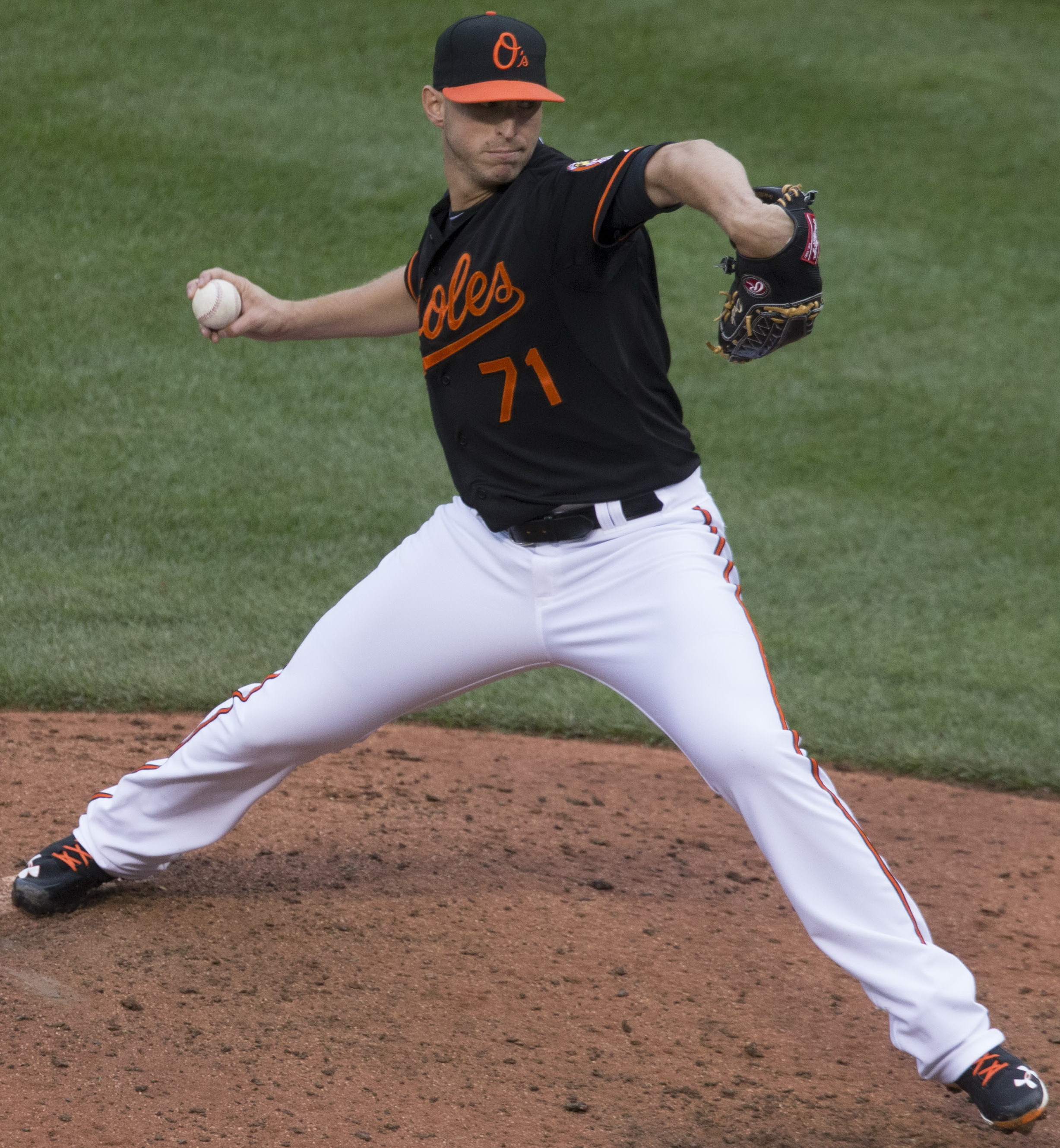
ボルチモア・オリオールズ時代
（2015年10月3日）

アメリカ海軍兵学校の出身であり、5年間の兵役義務が生じる直前の2008年、MLBドラフト43巡目（全体1286位）でボルチモア・オリオールズから指名され、プロ入り。契約後、傘下のアパラチアンリーグのルーキー級ブルーフィールド・オリオールズでプロデビュー。A-級アバディーン・アイアンバーズでもプレーし、2球団合計で12試合に登板して1勝0敗1セーブ、防御率0.82、24奪三振を記録した。
2009年はA級デルマーバ・ショアバーズでプレーし、25試合（先発24試合）に登板して8勝9敗、防御率4.34、104奪三振を記録した。
2010年はA+級フレデリック・キーズでプレーし、24試合（先発21試合）に登板して6勝6敗、防御率4.36、100奪三振を記録した。オフにはアリゾナ・フォールリーグに参加し、スコッツデール・スコーピオンズに所属した。
2011年はA+級フレデリック、AA級ボウイ・ベイソックス、AAA級ノーフォーク・タイズでプレーし、3球団合計で27試合（先発25試合）に登板して11勝8敗、防御率3.32、122奪三振を記録した。
2012年はAA級ボウイでプレーしたが、前年オフに行った肩の手術のため3試合の登板にとどまった。
2013年もAA級ボウイでプレーし、19試合に登板して3勝0敗8セーブ、防御率1.74、38奪三振を記録した。
2014年もAA級ボウイでプレーし、50試合に登板して2勝4敗31セーブ、防御率3.08、71奪三振を記録した。オフの11月18日に40人枠入りした。
2015年は開幕をAAA級ノーフォークで迎え、5月23日にメジャー初昇格を果たし、同日のマイアミ・マーリンズ戦でメジャーデビュー。背番号は71。この年メジャーでは13試合に登板して防御率2.87、17奪三振を記録した。
2016年は14試合に登板して1勝0敗、防御率4.00、21奪三振を記録した。
2017年4月13日にDFAとなった。

### ブルワーズ時代
2017年4月14日に後日発表選手または金銭とのトレードで、ミルウォーキー・ブルワーズへ移籍した。背番号は51。
2018年5月2日にDFAとなった。

### インディアンス時代
2018年5月5日に金銭トレードで、クリーブランド・インディアンスへ移籍した。背番号は46。だが、4試合に登板して防御率12.46と振るわず、5月26日にDFAとなった。

### エンゼルス時代
2018年5月31日にウェイバー公示を経てロサンゼルス・エンゼルスへ移籍した。背番号は36。だが、エンゼルスでも4試合に登板して防御率10.13と振るわず、6月16日にDFA、19日にマイナー契約で傘下のAAA級ソルトレイク・ビーズへ配属された。7月6日に再びメジャー契約を結んでアクティブ・ロースター入りした。7月23日にDFAとなった。

### ブルージェイズ時代
2018年7月26日にウェイバー公示を経てトロント・ブルージェイズへ移籍した。背番号はインディアンス時代と同じ46。しかし、ブルージェイズでも2試合に登板して防御率16.20と結果を残せず、7月30日にDFAとなった。

### ツインズ時代
2018年8月3日にウェイバー公示を経てミネソタ・ツインズへ移籍した。背番号は32。翌4日のカンザスシティ・ロイヤルズ戦にて移籍後初登板し、これにより、MLB史上初めて1シーズンに5球団でプレーした選手となった。この年プレーした5球団合計では44試合に登板して1勝1敗、防御率5.29、51奪三振を記録した。

### レイズ時代
2018年シーズン後の11月1日にウェイバー公示を経てタンパベイ・レイズへ移籍したが、20日にDFAとなった。
その後、11月26日にウェイバー公示を経てブルージェイズへ移籍したが、ここでも12月30日にDFAとなった。
年が明けた2019年1月4日に金銭トレードで、再びレイズへ移籍するも、18日にアビサイル・ガルシアの加入に伴ってDFAとなった。その後、1月24日にマイナー契約で傘下のAAA級ダーラム・ブルズへ配属された。シーズン開幕からAAA級ダーラムでプレーし、5月26日にメジャー契約を結んでアクティブ・ロースター入りした。この年は50試合に登板して5勝2敗2セーブ、防御率3.21、70奪三振を記録した。
2020年は11試合に登板して0勝2敗2セーブ、防御率5.73、7奪三振を記録した。10月11日にDFAとなり、14日にFAとなったが、2021年2月17日にレイズと1年77万5000ドルで再契約した。オプションとしてメジャーのロースターに50日以上名を連ねた場合32万5000ドルの出来高が含まれる。
2021年はスプリングトレーニング中に肘を痛めて60日間の故障者リスト入りし、この年はメジャー及びマイナーともに登板が無く全休した。オフの11月5日にFAとなった。

## 投球スタイル
速球は最速93mph（約150km/h）程度だが、スプリッターとのコンビネーションで三振を奪う。

## 詳細情報

### 年度別投手成績
| 年 度    | 球 団    | 登 板 | 先 発 | 完 投 | 完 封 | 無 四 球 | 勝 利 | 敗 戦 | セ 丨 ブ | ホ 丨 ル ド | 勝 率 | 打 者 | 投 球 回 | 被 安 打 | 被 本 塁 打 | 与 四 球 | 敬 遠 | 与 死 球 | 奪 三 振 | 暴 投 | ボ 丨 ク | 失 点 | 自 責 点 | 防 御 率 | W H I P |
| -------- | -------- | ----- | ----- | ----- | ----- | -------- | ----- | ----- | -------- | ----------- | ----- | ----- | -------- | -------- | ----------- | -------- | ----- | -------- | -------- | ----- | -------- | ----- | -------- | -------- | ------- |
| 2015     | BAL      | 13    | 0     | 0     | 0     | 0        | 0     | 0     | 0        | 2           | ----  | 146   | 15.2     | 16       | 1           | 9        | 0     | 0        | 17       | 3     | 0        | 7     | 5        | 2.87     | 1.60    |
| 2016     | BAL      | 14    | 0     | 0     | 0     | 0        | 1     | 0     | 0        | 0           | 1.000 | 74    | 18.0     | 11       | 2           | 7        | 0     | 0        | 21       | 1     | 0        | 11    | 8        | 4.00     | 1.00    |
| 2017     | BAL      | 3     | 0     | 0     | 0     | 0        | 0     | 0     | 0        | 0           | ----  | 18    | 3.1      | 6        | 0           | 3        | 0     | 0        | 3        | 1     | 0        | 3     | 3        | 8.10     | 2.70    |
| 2017     | MIL      | 61    | 0     | 0     | 0     | 0        | 3     | 5     | 0        | 6           | .375  | 233   | 52.2     | 57       | 6           | 22       | 2     | 0        | 59       | 2     | 1        | 28    | 26       | 4.44     | 1.50    |
| '17計    | MIL      | 64    | 0     | 0     | 0     | 0        | 3     | 5     | 0        | 6           | .375  | 251   | 56.0     | 63       | 6           | 25       | 2     | 0        | 62       | 3     | 1        | 31    | 29       | 4.66     | 1.57    |
| 2018     | MIL      | 11    | 0     | 0     | 0     | 0        | 1     | 0     | 0        | 0           | 1.000 | 58    | 12.2     | 14       | 0           | 8        | 1     | 0        | 15       | 2     | 0        | 9     | 9        | 6.39     | 1.74    |
| 2018     | CLE      | 4     | 0     | 0     | 0     | 0        | 0     | 0     | 0        | 0           | ----  | 22    | 4.1      | 7        | 0           | 1        | 0     | 1        | 4        | 0     | 0        | 6     | 6        | 12.46    | 1.85    |
| 2018     | LAA      | 8     | 0     | 0     | 0     | 0        | 0     | 1     | 0        | 0           | .000  | 40    | 8.2      | 15       | 2           | 1        | 0     | 0        | 8        | 0     | 0        | 5     | 5        | 5.19     | 1.85    |
| 2018     | TOR      | 2     | 0     | 0     | 0     | 0        | 0     | 0     | 0        | 0           | ----  | 9     | 1.2      | 4        | 0           | 0        | 0     | 0        | 2        | 1     | 0        | 3     | 3        | 16.20    | 2.40    |
| 2018     | MIN      | 19    | 0     | 0     | 0     | 0        | 0     | 0     | 0        | 1           | ----  | 80    | 20.1     | 12       | 2           | 7        | 0     | 0        | 22       | 2     | 0        | 6     | 5        | 2.21     | 0.93    |
| '18計    | MIN      | 44    | 0     | 0     | 0     | 0        | 1     | 1     | 0        | 1           | .500  | 209   | 47.2     | 52       | 4           | 17       | 1     | 1        | 51       | 5     | 0        | 29    | 28       | 5.29     | 1.45    |
| 2019     | TB       | 50    | 0     | 0     | 0     | 0        | 5     | 2     | 2        | 13          | .714  | 219   | 56.0     | 36       | 9           | 19       | 1     | 1        | 70       | 1     | 0        | 20    | 20       | 3.21     | 0.98    |
| 2020     | TB       | 11    | 0     | 0     | 0     | 0        | 0     | 2     | 2        | 1           | .000  | 45    | 11.0     | 7        | 2           | 6        | 1     | 0        | 7        | 1     | 0        | 8     | 7        | 5.73     | 1.18    |
| MLB：6年 | MLB：6年 | 196   | 0     | 0     | 0     | 0        | 10    | 10    | 5        | 23          | .500  | 870   | 204.1    | 185      | 24          | 83       | 5     | 2        | 228      | 14    | 1        | 106   | 97       | 4.27     | 1.31    |

- 2021年度シーズン終了時

### 年度別守備成績
| 年 度 | 球 団 | 投手（P） | 投手（P） | 投手（P） | 投手（P） | 投手（P） | 投手（P） |
| 年 度 | 球 団 | 試 合     | 刺 殺     | 補 殺     | 失 策     | 併 殺     | 守 備 率  |
| ----- | ----- | --------- | --------- | --------- | --------- | --------- | --------- |
| 2015  | BAL   | 13        | 1         | 3         | 0         | 0         | 1.000     |
| 2016  | BAL   | 14        | 2         | 3         | 0         | 0         | 1.000     |
| 2017  | BAL   | 3         | 0         | 0         | 0         | 0         | ----      |
| 2017  | MIL   | 61        | 10        | 5         | 0         | 0         | 1.000     |
| '17計 | MIL   | 64        | 10        | 5         | 0         | 0         | 1.000     |
| 2018  | MIL   | 11        | 2         | 1         | 0         | 0         | 1.000     |
| 2018  | CLE   | 4         | 0         | 0         | 0         | 0         | ----      |
| 2018  | LAA   | 8         | 3         | 0         | 0         | 0         | 1.000     |
| 2018  | TOR   | 2         | 0         | 0         | 0         | 0         | ----      |
| 2018  | MIN   | 19        | 1         | 4         | 0         | 0         | 1.000     |
| '18計 | MIN   | 44        | 6         | 5         | 0         | 0         | 1.000     |
| 2019  | TB    | 50        | 6         | 2         | 0         | 0         | 1.000     |
| MLB   | MLB   | 185       | 25        | 18        | 0         | 0         | 1.000     |

- 2019年度シーズン終了時

### 背番号
- 71（2015年 - 2017年途中）
- 51（2017年途中 - 2018年5月1日）
- 46（2018年5月13日 - 同年5月25日、2018年7月27日 - 同年7月29日）
- 36（2018年6月1日 - 同年6月15日、2018年7月11日 - 同年7月23日）
- 32（2018年8月4日 - 同年終了）
- 47（2019年 - 2020年）